# Idaios (Sohn des Dares)
Idaios (altgriechisch Ἰδαῖος Idaíos) war in der griechischen Mythologie ein Teilnehmer des Trojanischen Krieges.
Er war der Sohn des Dares, eines Priesters des Hephaistos in Troja. Er war der Bruder des Phegeus, der in einem der folgenden Kämpfe durch die Hand des Diomedes starb, während Idaios selbst entkommen konnte. Die Scholien zu Homer verurteilen die Flucht des Idaios als Verstoß gegen die Sitten der Griechen.